# Анзак (мост)
Мост Анзак (англ. Anzac Bridge) — вантовый мост через залив Джонсона (англ. Johnsons Bay), соединяющий район Пьюмонт (англ. Pyrmont) с Островом Глиб (англ. Glebe Island) в Сиднее, Австралия. Это уже третий мост, построенный на данном месте. Первый деревянный мост был открыт в 1862 году. Второй, поворотный мост с электрическим приводом, был открыт в 1903 году. Третий, нынешний мост, был открыт 3 декабря 1995 года и назывался, как и его предшественники, мост острова Глиб — Glebe Island Bridge. В 1998 году мост был переименован в Мост Анзак в честь солдат Австралийского и Новозеландского Армейского Корпуса (ANZAC), принимавших участие в Первой мировой войне. 
 На восточном пилоне моста развевается Австралийский флаг, а на западном — Новозеландский.

Длина моста 805 м, длина главного пролёта — 345 м, ширина — 32,2 м, Высота пилонов 120 м.